# مگس‌گیر گلوبلوطی
مگس‌گیر گلوبلوطی (نام علمی: Myiagra castaneigularis) نام یک گونه از سرده مگس‌گیرهای نوک‌پهن است.